# Labhra
Labhra (nep. लाभ्रा) – gaun wikas samiti w zachodniej części Nepalu w strefie Karnali w dystrykcie Jumla. Według nepalskiego spisu powszechnego z 2001 roku liczył on 433 gospodarstw domowych i 2337 mieszkańców (1120 kobiet i 1217 mężczyzn).